# Kolno (powiat drawski)
Kolno (niem. Steinbeck) – osada w Polsce położona w województwie zachodniopomorskim, w powiecie drawskim, w gminie Drawsko Pomorskie. W latach 1975–1998 miejscowość administracyjnie należała do województwa koszalińskiego. Do 31 grudnia 2018 r. wieś należała do zlikwidowanej gminy Ostrowice. W roku 2007 osada liczyła 6 mieszkańców. Miejscowość wchodzi w skład sołectwa Borne.

## Geografia
Osada leży ok. 2,5 km na północny wschód od Bornego.